# Gibson Firebird
La Gibson Firebird és un model de guitarra elèctrica de cos sòlid fabricat per Gibson Guitar Corporation a la fi dels anys 60.
Una de les seves principals característiques és que el màstil i el centre del cos són un únic bloc de fusta, (en anglès, a stick Thru-bodi) als costats d'aquesta peça central se'n uneixen altres dues per formar el cos de la guitarra. No obstant això també es fabriquen amb màstil encolat, més tradicional en altres Gibson. A més, és la primera guitarra a utilitzar pastilles Mini-Humbuckers, més comunes en guitarres de Epiphone. Una altra característica de la Firebird és el claviller invertit.
Sota l'adreça de Ray Dietrich, el disseny Firebird es va assemblar a les cues de les actuacions dels anys 50. Dietrich bàsicament va prendre el disseny de l'Explorer i li va arrodonir les vores. L'aspecte més inusual de la guitarra, és que per dir-ho d'una manera, està al "revés". La banya que hauria de ser més llarga, és més curta, i viceversa. D'allí que els models originals Firebird es deien de forma no oficial "Reversos".
La línia Firebird té quatre models i un model de baix, que seria anomenat Thunderbird. Al contrari que els models de les línies Les Paul i SG, que usen nom com "Junior", "Special", "Standard" i "Custom", la línia Firebird usa nombres romans "I", "III", "V" i "VII" per distingir els seus models.
Lamentablement, el disseny Firebird no va aconseguir competir efectivament amb els models Jaguar i Jazzmaster, tots dos de Fender, que van sortir a la venda més o menys en el mateix temps. A més, el disseny de la guitarra (que segons Fender va ser copiat del model Jazzmaster) era car de fabricar. En conseqüència, la línia sencera va ser canviada, i se li va donar a la guitarra un model menys angular, i diferent, conegut com a "senar-reverse". Irònicament, aquest nou disseny semblava més Fender que Gibson. Després d'anys de vendes decebedores, va deixar de produir-se, i no es va tornar a reprendre la fabricació fins a 1970.
Els models fabricats actualment, són basats en el model original invertit. Si bé totes les guitarres Firebird antics costen actualment molts diners, costen més les que són de model invertit que les que solament tenen el model "senar-reverse".
Molts guitarristes han usat aquest model. Alguns dels més destacables són Johnny Winter, Allen Collins, Mike Campbell, Brian Jones, Tim Skold, Paul Stanley, Tom Petty, Dave Grohl, Daniel Johns, Eric Clapton, Warren Haynes, Gem Archer, Steve Clark, Phil Manzanera i Rob Dean.